# الحالة السلعية للحيوانات

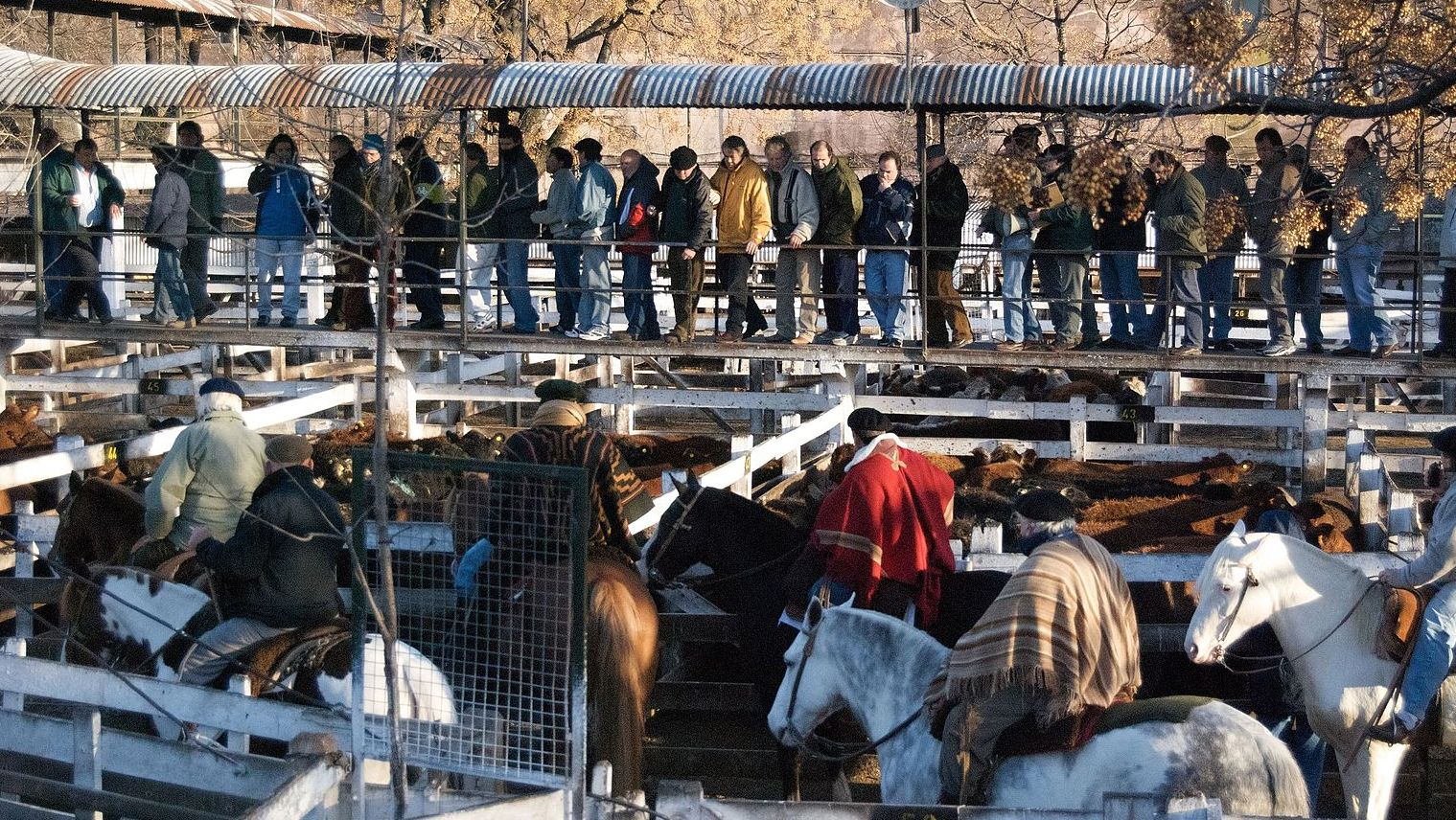
سوق ماشية في بوينوس آيرس، الأرجنتين في 2009.

تشير الحالة السلعية للحيوانات إلى الوضع القانوني لمعظم الحيوانات غير البشرية فيما يخص موضوع امتلاكها، خاصة الماشية، والحيوانات العاملة، والحيوانات المستخدمة في الرياضة، واستغلالها كأغراض للتجارة. في الولايات المتحدة، تُعتبر الحيوانات البرية بشكل عام تحت وصاية الدولة؛ ولا يمكن أن تُعتبر ملكية شخصية إلا إذا أُمسك بها.
تُعامل الحيوانات المصنفة كسلع كأشياء يمكن شراؤها وبيعها وإهداؤها وتوريثها وقتلها واستخدامها كمنتجات سلعية: مثل إنتاج اللحوم والبيض والحليب والفراء والصوف والجلود والنسل وغيرها. ولا يعتمد قيمتها التجارية على جودة حياتها.
تظهر الحالة السلعية للمواشي بوضوح في ساحات المزاد، حيث تُميّز برموز شريطية وتداولها بناءً على معايير معينة، مثل العمر والوزن والجنس وسجل التكاثر. وفي أسواق السلع، تُصنف الحيوانات ومنتجاتها كسلع زراعية، إلى جانب سلع أخرى مثل القهوة والسكر، لأنها تُزرع، مقارنة بالسلع المعدنية مثل الذهب والنحاس التي تُستخرج.
يشير الباحثون إلى أن اعتبار البشر الحيوانات كسلع يُعدّ مظهرًا من مظاهر التمييز النوعي. وتدعو حركات حقوق الحيوان والنباتات، وخاصة النهج الإبطالي في القرن العشرين، إلى إلغاء الوضع السلعي أو الملكي للحيوانات. 

## التاريخ والقانون
عندما تُمتلك الحيوانات، تُصنف كملكية شخصية (ممتلكات منقولة غير مرتبطة بالعقارات). يُشتق مصطلح «الماشية (cattle)» من الكلمة الفرنسية «cheptel» أو الكلمة الفرنسية القديمة «chattel»، والتي تعني الملكية الشخصية. 
كتبت المؤرخة جويس إي. سالزبوري أن العلاقة بين البشر والحيوانات كانت تعتمد دائمًا على السيطرة، وفكرة أن الحيوانات تصبح ملكية عن طريق تدجينها. وأشارت إلى أن القديس أمبروز (340–397) كان يعتقد أن الله يسيطر على الحيوانات البرية، بينما يتحكم البشر في الحيوانات الأخرى. وميز إيزيدور الإشبيلي (560–636) بين «الماشية»، وهو مصطلح للحيوانات المُدجنة، و«الوحوش» أو الحيوانات البرية، وهو ما أكده أيضًا توما الأكويني (1225–1274).

كتب الفقيه الإنجليزي ويليام بلاكستون (1723–1780) عن الحيوانات المدجنة في كتابه «تعليقات على قوانين إنجلترا» (1765–1769):  
«بالنسبة للحيوانات التي بطبيعتها أليفة ومدجنة (مثل الخيول، والأبقار، والأغنام، والدواجن وما شابهها)، يمكن للإنسان أن يمتلكها كملكية مطلقة مثل أشياء غير حية ... لأنها تظل دائمًا في حيازته، ولن تهرب من منزله أو شخصه، إلا في حالة وقوع حادث أو عملية استيلاء احتيالية، وفي أي من الحالتين لا يفقد المالك ملكيته ...»  
إن فكرة أن الحيوانات البرية تعود ملكيتها بشكل مشترك للجميع، أو للدولة، ويمكن أن تصبح ملكية شخصية فقط إذا أُمسك بها، تُعرف باسم مبدأ «الحيوانات البرية» (animals ferae naturae). كتب بلاكستون عن الحيوانات البرية قائلًا إنها إما «لا تُعتبر موضوعًا للملكية على الإطلاق، أو تخضع للتصنيف الآخر، وهو الملكية المؤهلة أو المحدودة، التي قد تكون دائمة في بعض الأحيان، وقد لا تكون كذلك في أحيان أخرى».